# 台湾海峡
台湾海峡（たいわんかいきょう）は、中国大陸と台湾島を隔てる海峡である。

## 概要
最も狭い海峡北部で幅は約130キロメートル。東シナ海と南シナ海を結ぶ主要航路でもある。

## 国際法・軍事
海峡中心部のやや台湾寄りにある澎湖諸島と、中国大陸沿岸に点在する島々のうち金門島、馬祖列島は中華民国が実効支配している。国共内戦に敗れた中国国民党政権が台湾へ撤退して以来、台湾を自国領土とみなして併合・統一をめざす中華人民共和国側と、中華民国側が政治的・軍事的に対峙してきた。台湾にとって実質的な海の軍事境界線であると共に、中華人民共和国から中華民国を守る最大の防衛境界線でもある。
国連海洋法条約では、領海の幅を基線から12海里（約22キロメートル）以内と定めている。台湾海峡は最も狭い箇所でも約130キロメートルあるにもかかわらず中華人民共和国政府は台湾海峡は国際水域ではないと主張しているが、アメリカ合衆国国務省はこの見解を認めないことを公式に表明している。
台湾海峡とその上空では両岸の海軍・空軍が活動するほか、アメリカ海軍やフランス海軍、カナダ海軍の軍艦が通過している。こうした第三国軍艦の台湾海峡航行に対して、中華人民共和国は抗議や警告を行っているが、アメリカ海軍は「国際法の許す限り、いかなる場所でも飛行・航行する」、フランス政府は「事故も反応もなく、台湾海峡を年に1回程度航行している」と述べている。
中華人民共和国国防部は、フランス艦による2019年4月7日の台湾海峡航行に対して「中国の領海に違法に入った」との見解を示している。
中華人民共和国は中国統一工作の一環として、2016年開始の5カ年計画に、海峡北部に面する平潭島を経由して海底トンネルを通す構想を盛り込んだ（他の想定ルートを含めて「台湾海峡トンネル」も参照）。
2024年9月25日、海上自衛隊の護衛艦さざなみが、自衛隊発足以来、初めて台湾海峡を通過した。岸田文雄総理大臣が政府内で検討を進めた結果、護衛艦の派遣を指示した。これに合わせ、オーストラリアやニュージーランドの海軍艦艇も同海峡を通過した。続いて2025年2月、海上自衛隊の護衛艦あきづきが、同年6月中旬には、海上自衛隊の護衛艦たかなみが台湾海峡を通過した。

## 自然
台湾海峡の自然条件には4つの特色がある。
1.海峡両岸の差異がはっきりしている：
西岸の福建省は大部分が岩石海岸で、海岸は曲折しており天然の良港が多い。また、沿海には大小合わせて300以上の島々がある。
一方東岸の台湾は砂質海岸である。平らでまっすぐ延びた海岸には、浅瀬が広く分布していて、沿岸に砂丘とラグーンが多い。
2.海底地形はすこぶる不規則である：
海峡の水深は深くなく、半分の水域の深度は50m以内である。西側は比較的浅く、中部と北部とは比較的深く、東南部が最深となる。
海底はいくつかの地域で海面より上に現れ、澎湖諸島のような島や浅瀬を形成している。
海峡の南北両端にはそれぞれ1本の水道があり、深海に通じている。
3.大陸性気候である：
海峡は大陸の影響をはっきり受けていて、年間の温度差は約12℃である。
海峡は台湾山脈の雨陰地帯にあるので、年降水量は1000mm前後となる。
4.海洋環境は季節に応じて変化する：
海峡内の各水文要素は、海流・波浪・表層水温・塩分濃度など、全て季節にともなって明瞭に変化する。